# Observatorio de Allegheny
El Observatorio de Allegheny es un centro de investigación astronómica situada en las montañas de Allegheny, gestionado por la Universidad de Pittsburg. Su código es 778 UAI.
Se encuentra a unos 7 kilómetros al norte de Pittsburgh, Pensilvania.
Fue inaugurado en 1859 y se utilizó inicialmente para la educación astronómica del público en general, pero en 1867, a raíz de la escasez de ingresos, fue donado a la Universidad de Pittsburgh.
El 18 de noviembre de 1883, al mediodía, el Observatorio lanzó una señal telegráfica para sincronizar los relojes de las empresas ferroviarias que operan en toda América del Norte. Hasta entonces, debido a las diferentes zonas horarias, se produjeron muchos problemas con respecto a los horarios de trenes.
Actualmente, el Observatorio se utiliza principalmente para la búsqueda de planetas extrasolares.

## Instrumentación
Contiene los siguientes instrumentos:
- "Thaw Memorial": Telescopio refractor de 30 pulgadas (76 cm)
- "Keeler Memorial": Telescopio reflector de 30 pulgadas
- "Fitz-Clark": Telescopio refractor por 13 pulgadas (33 cm)